# Florida State Road 14
Die Florida State Road 14 (kurz FL 14) ist eine in West-Ost-Richtung verlaufende State Route im US-Bundesstaat Florida.
Die State Road beginnt an der Interstate 10 südwestlich von Madison und endet nach etwa sechs Kilometern in Madison an der Florida State Road 53.